# Galium kuetzingii
Galium kuetzingii là một loài thực vật có hoa trong họ Thiến thảo. Loài này được Boiss. & Buhse mô tả khoa học đầu tiên năm 1860.